# Mastigias papua
Mastigias papua – gatunek krążkopława z rodziny Mastigidiiae występujący w południowym Pacyfiku.

## Opis
Meduzy o średnicy do 19 cm. Na dzwonie charakterystyczne plamki, stąd zwyczajowa nazwa angielska Spotted jelly. Maczugowato zakończone płaty zwisające z dzwonu wyposażone są w liczne otwory gębowe. Żywią się planktonem. Istnieje kilka podgatunków, różniących się przede wszystkim ubarwieniem.
W Japonii sprzedawane jako zwierzątka akwariowe pod nazwą takokurage (タコクラゲ).